# Сквараїнова кислота
Сквараїнова кислота (квадратна кислота) — двохосновна органічна кислота що отримала свою назву від англійського «square» (квадрат) завдяки геометрії своєї молекули. Квадратна кислота використовується в хімічному синтезі, для виготовлення світлочутливих барвників та інгібіторів білкових тирозинфосфатаз.

## Відкриття та отримання

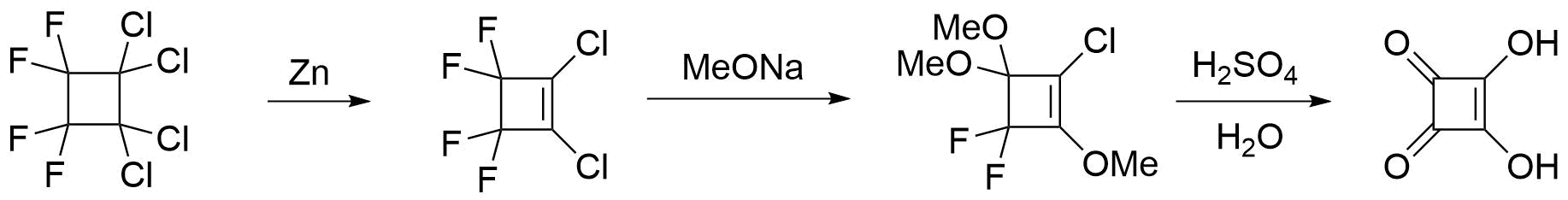

Квадратна кислота була вперше синтезована 1959 року шляхом гідролізу 4,4-дифтор-2-хлор-1,3,3-триметоксициклобутену.

## Хімічні властивості
За значенням константи кислотності, близька до сірчаної кислоти.
З тіонілхлоридом утворює дихлорид:
{\displaystyle {\ce {C4O2(OH)2 + 2SOCl2 -> C4O2Cl2 + 2HCl + 2SO2}}}
При фотолізі сквараїнової кислоти при (−263 °C) утворюється ацетилендіол.
Скверат-дианіон поводиться аналогічно оксалату, утворюючи моно- і полінуклеарні комплекси з іонами твердих металів.